# دانشگاه دولتی بلاروس
دانشگاه دولتی بلاروس (BSU) در سال ۱۹۲۱ در مینسک، بلاروس تأسیس شد. براساس رتبه‌بندی‌های بین‌المللی BSU در بین ۲ درصد از دانشگاه‌های برجسته جهان از بین ۳۰ هزار مؤسسه آموزشی قرار دارد. این دانشگاه در حال حاضر ۲۱۹۳۵ دانشجو دارد که ۱۵ درصد آن دانشجویان تحصیلات تکمیلی و ۸۵ در صد را دانشجویان دوره کارشناسی تشکیل می‌دهند.

## پردیس

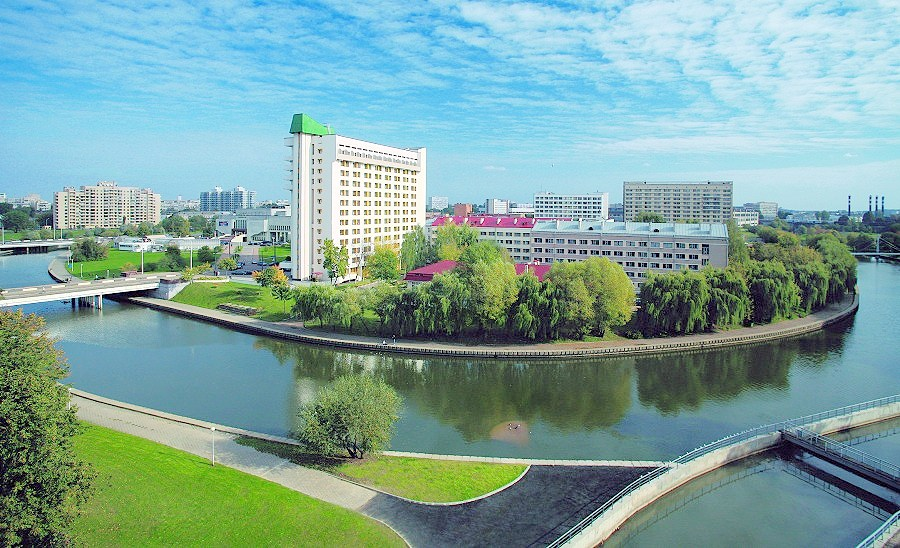
ساختمان دانشگاه

دانشگاه دولتی بلاروس دارای چندین پردیس در نقاط مختلف شهر مینسک است. پردیس اصلی در مرکز شهر، بین میدان مستقل و ایستگاه مرکزی راه‌آهن واقع شده‌است. در ساختمان اصلی دانشگاه دانشکده ریاضیات و مکانیک، دانشکده ریاضی کاربردی و انفورماتیک، کتابخانه مرکزی دانشگاه، اداره بین‌الملل و چندین واحد دیگر قرار دارند که همگی در پردیس اصلی واقع شده‌اند که در میدان استقلال واقع در روبروی مجلس نمایندگان قرار دارد. همچنین ساختمان‌هایی که دانشکده‌های فیزیک، شیمی، جغرافیا، روابط بین‌الملل و حقوق، مؤسسه تحقیقات هسته ای در آن قرار دارد پردیس اصلی را محاصره کرده‌اند. پردیس دوم دانشگاه دولتی بلاروس در حومه جنوب غربی مینسک در نزدیکی روستای Shchomyslitsa واقع شده‌است. در این پردیس دانشکده‌های زیست‌شناسی، علوم انسانی، دانشکده رادیوفیزیک و فناوری کامپیوتر، همچنین مؤسسه فیزیک کاربردی شوچنکو (Sevchenko Institute)، مرکز تحقیقات مسائل انسانی، باغ گیاه‌شناسی و دو خوابگاه قرار دارد. همچنین ساختمان دانشکده‌های زبان‌شناسی، فلسفه و علوم اجتماعی، اقتصاد، تاریخ، دانشکده نظامی و مؤسسه روزنامه‌نگاری در مرکز شهر (اغلب در فاصله کمی از پردیس اصلی) قرار دارند.

## دانشکده‌ها
- دانشکده ریاضی و مکانیک
- دانشکده زیست‌شناسی
- دانشکده شیمی
- دانشکده فیزیک
- دانشکده حقوق
- دانشکده تاریخ
- دانشکده روابط بین‌الملل
- دانشکده جغرافیا
- دانشکده ارتباطات اجتماعی و فرهنگی
- دانشکده ریاضی کاربردی و علوم کامپیوتر
- دانشکده زبان‌شناسی
- دانشکده فلسفه و علوم اجتماعی
- دانشکده اقتصاد
- دانشکده آموزش
- دانشکده رادیوفیزیک و فناوری کامپیوتر
- دانشکده نظامی

## رتبه‌بندی
براساس رتبه‌بندی دانشگاه‌های جهان در سال 2022 که مؤسسه QS آن را انجام داده‌است دانشگاه دولتی بلاروس در رتبه 295 برترین دانشگاه‌ها جهان قرار گرفته‌است. در رتبه‌بندی مؤسسه تایمز این دانشگاه در رتبه +1201در بین دانشگاه‌های جهان در سال 2022 قرار گرفته‌است.